# فروغ‌ماهی چشم‌ستاره‌ای
فروغ‌ماهی چشم‌ستاره‌ای (نام علمی: Pollichthys mauli) نام یک گونه از راسته اژدهاماهی‌سانان است.